# Pingyao
Pingyao o Ping Yao (xinès simplificat: 平遥, xinès tradicional: 平遙, pinyin: Píngyáo), oficialment Pingyao Ancient City, és una ciutat històrica al centre de la província de Shanxi, a la República Popular de la Xina. Ubicada entre Pequín i Xi’an, aquesta és coneguda per la seva importància en la història econòmica xinesa, per la seva planificació urbana i per la molt ben conservada arquitectura Ming (1368-1644) i Qing (1644-1911), que data del segle XIV. A més, el centre històric està envoltat d’una muralla de 6 km. de longitud i 12 m. d’altura, i compta amb sis portes i setanta torres de vigilància.
La Ciutat Vella de Pingyao va ser declarada Patrimoni de la Humanitat per la UNESCO l’any 1997, i inclou, a més de les muralles i els intramurs, els temples de Zhenguo i Shuanglin, que es troben fora dels murs.

## Geografia
La ciutat està situada a la riba est del riu Fen, prop de l'extrem sud-oest de la conca de Taiyuan, aproximadament a uns 100 km al sud del centre de la província de Shanxi i a uns 715 km al sud-oest de Pequín.
Shanxi té un territori força homogeni compost per un estret altiplà, que oscil·la entre els 750 i els 775 metres sobre el nivell del mar, ubicat entre les muntanyes Taihang a l'est i les muntanyes Lüliang a l’oest. El sòl loess del municipi es caracteritza per profundes falles al sòl causades pel seu origen al·luvial, del qual, està compost. Aquestes falles són especialment visibles a la zona sud-est del comptat, on les esquerdes i les inestabilitats arriben fins als deu metres d’altitud.

### Demografia
La província de Shanxi té una població d’uns 33.350.000 habitants, repartits en una superfície d’uns 157.000 km². Concretament, el municipi de Pingyao té una població d’uns 490.000 habitants, xifra que es remunta al 2002, després de la qual no s’hi han realitzat censos complets. La ciutat de Pingyao, una part del municipi, consta de dues parts molt diferents: la primera és la que es defineix com la ciutat antiga, és a dir, la que es desenvolupa dins de les altes muralles de l'era Ming, mentre que la segona és la porció més gran de la ciutat recent, que es desenvolupa fora de les muralles.
Segons les dades recollides l'any 2005, pel que fa a l’antiga ciutat de Pingyao, entesa com la porció de la ciutat a l’interior de les muralles, tenia 42.000 habitants i ocupava una superfície de 2,25 km², ja que estava limitada per les muralles.

Panoràmica aèria de la ciutat de Pingyao.

### Clima
La zona compta amb un clima monsònic, més aviat temperat. Fa fred a l’hivern i sovint presenta vents del nord-oest amb poca neu i boires fortes. A la primavera, la temperatura varia molt entre el dia i la nit, amb una mica de pluja i alguns vents. L'estiu sol ser calorós, humit i plujós. A la tardor, els dies tenen temperatures baixes amb poques pluges i són frescos i clars amb un sol abundant. La precipitació mitjana anual oscil·la entre els 350 i els 700 mm, i el 60% es concentra entre juny i agost.

## Història
La ciutat, es registra per primer cop durant el regnat del Rei Xuan (827-782 aC), de la dinastia Zhou. Originàriament, abans de les dinasties Qin (221-206 aC) i Han (206 aC-220 dC), aquesta ciutat medieval era coneguda com a Antic Tao.
Durant el període de primaveres i tardors (771-476 aC), el comptat pertanyia al regne de Jin i, durant el període dels Regnes Combatents, va ser part del regne de Zhao. El sistema dels comptats va substituir el sistema senyorial quan el primer emperador de Qin, Ying Zheng, conegut pels historiadors com a Qin Shi Huangdi (259-210 aC), va unificar el país. Antic Tao es va establir llavors com la ubicació del comptat, que coneixem actualment, i va passar a tenir el nom de Pingtao. Més tard, durant el període de la dinastia Wei del Nord (220-280 aC), Pingtao va passar a dir-se Pingyao per evitar la pronunciació Tao, ja que, l'emperador de l’època va ser nomenat Tuoba Tao i d’acord amb les regles antigues, el nom d’un emperador, alt funcionari, director d’una familia o un ancià d’un clan era considerat com un tabú pels seus súbdits o joves.

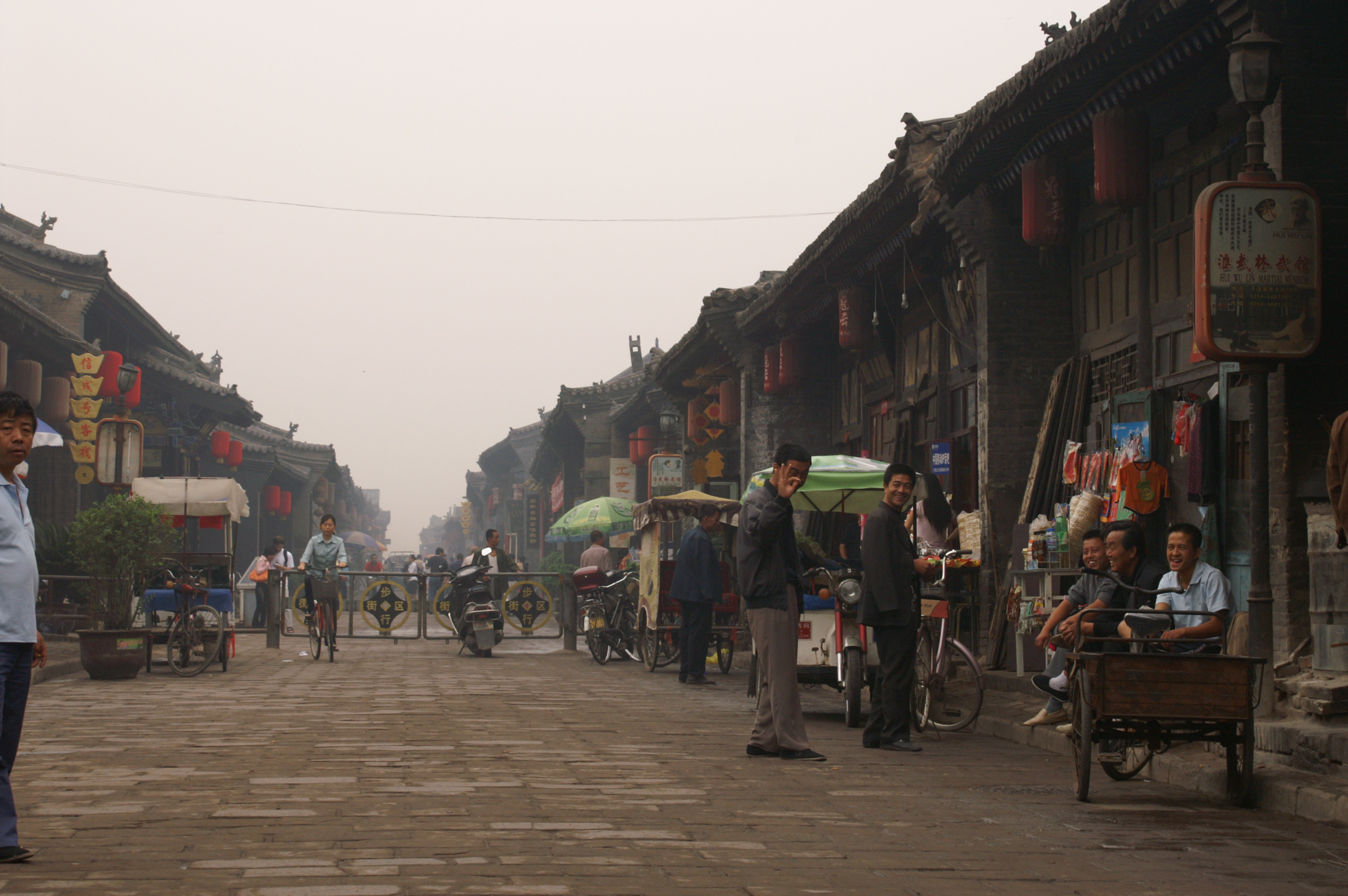
Carrer central del centre històric, a Pingyao.

### Arquitectura
Pingyao és un clar exemple d’una ciutat xinesa han, de les dinasties Ming i Qing. Encara conserva el traçat urbà, conformant un patró típic de ba gua. Miraculosament, va ser l'única ciutat medieval que es va salvar en el seu conjunt dels canvis provocats per la revolució cultural. La ciutat compta amb més d’un centenar de carrers i carrerons, vorejats per prop de 4.000 botigues i residències del segle XVII-XIX. Ha conservat, també, altres característiques com: teulades de ceràmica vidriada, cases amb la façana de fusta, fanalets vermells, entre d'altres.

### La muralla
La muralla de Pingyao, va ser construïda el 1370, per l'emperador Hongwu, el primer emperador de la dinastia Ming.

Segons registres històrics, durant la dinastia Zhou occidental (1045-256 aC), el rei Xuan va enviar al seu general Jiefu Yin per a combatre els invasors d'altres regnes. El general Yin, va estacionar les seves tropes a l’Antic Tao i va construir una muralla defensiva. Més tard, a principis de la dinastia Ming (1368-1644 dC), el govern va ampliar i va reconstruir els murs de la ciutat per a proporcionar un major espai per a fins militars. En els últims cinc-cents anys de les dinasties Ming i Qing (1644-1911), la muralla ha estat reconstruïda i reparada aproximadament 26 vegades, conservant el seu estil i grandària. El 2004, part dels murs es van esfondrar, i es van tornar a reconstruir. 

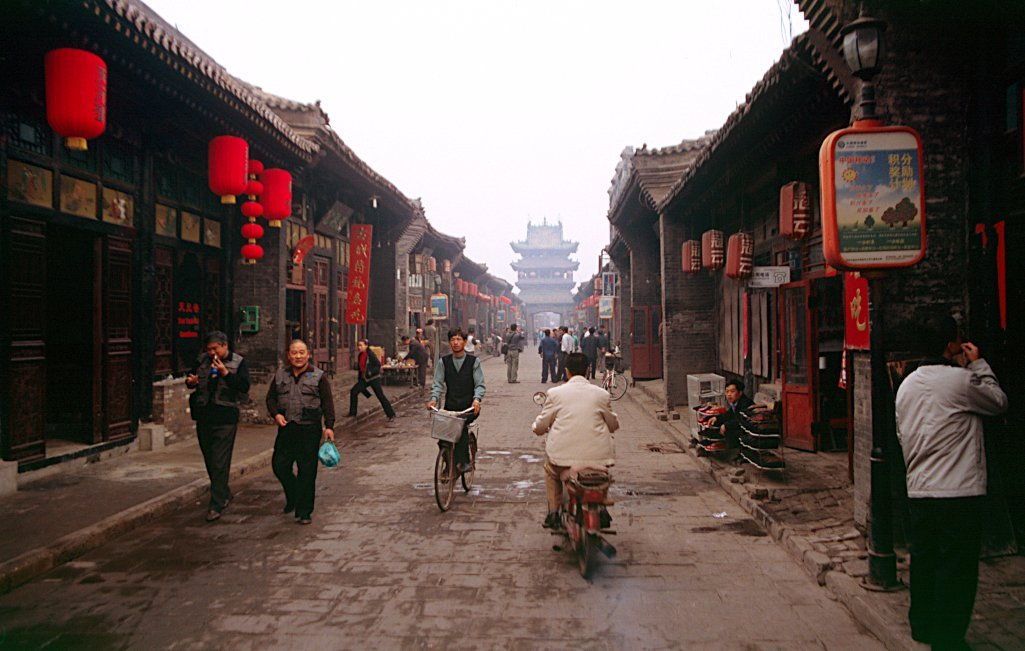
Centre històric de Pingyao, amb la Torre del Mercat de fons.

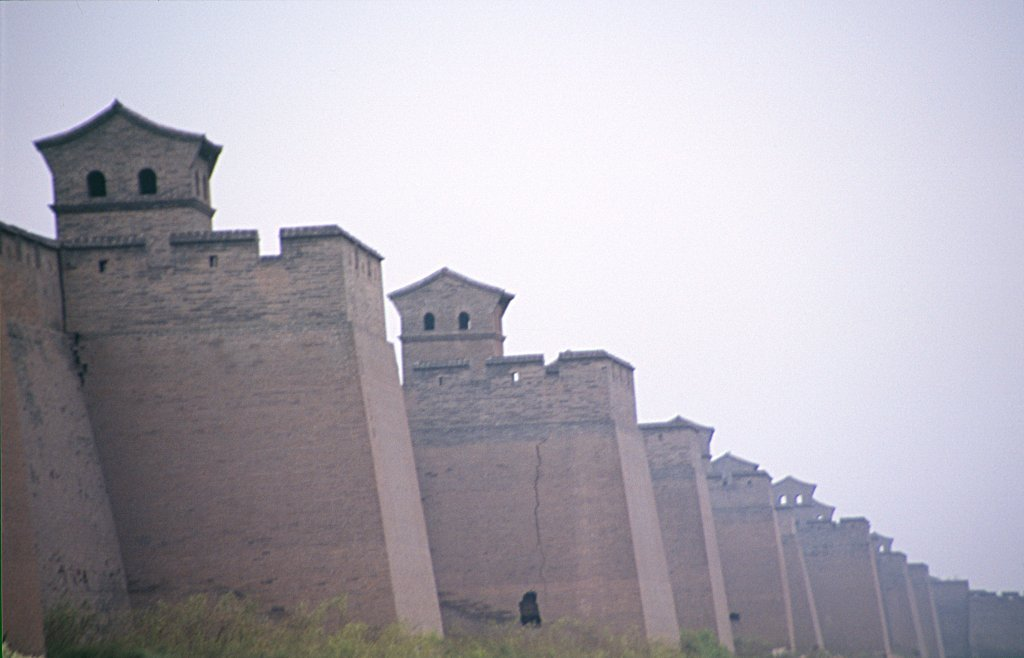
Exteriors de la muralla de Pingyao.

La muralla tanca una àrea de 2,25 km², i inclou, sis portes barbacanes d’accés a la ciutat, una situada en cadascun dels murs del nord i sud, i dues als de l'est i l’oest. El patró que segueix és similar al d’una tortuga (el cap, la cua i les quatre potes), la ciutat guanya així el sobrenom de “Ciutat de les Tortugues”. Els murs mesuren uns 12 m. d’alçada, amb un perímetre de 6.163 m. Al costat exterior trobem un fossat d’uns 4 m. d’amplada per 4 m. de profunditat. A part de les quatre torres, ubicades a les cantonades, també trobem 72 torres de vigilància i més de 3.000 merlets.
Aquesta muralla es considera una de les millor conservades en territori xinès. La funció militar que tenia s'ha convertit en redundant. Ara l'antiga muralla presenta a les generacions més tardanes, un recordatori del canvi de dinasties i els fets ocorreguts en els últims tres mil anys.

## Economia
Al segle xvi, la ciutat de Pingyao, ja era considerada un centre financer regional, fins i tot, alguns consideren que va ser el centre financer de l’imperi Qing a finals del segle xix. Durant aquest temps, hi havia més de 20 institucions financeres dins de la ciutat, que representen més de la meitat del total de tot el país. Un petit negoci de teixits de finals del segle xviii va prosperar i es va expandir per les altres ciutats, començant a emetre xecs, i va convertir-se en un centre de finançament, donant lloc als primers bancs xinesos. Rishengchang va ser el primer i el més gran, controlant gairebé la meitat del comerç de plata de la Xina, a finals de la dinasti Qing, abans d’entrar en fallida el 1914, després de la Revolució Xinhai. A principis del segle xx, els bancs es van esfondrar a causa de l'ascens de Xangai i Hong Kong a la costa.
Segons dades recollides en 2009, la ciutat tenia una plantilla de treballadors de 19.059 persones, dividida en:
- 3.811 agricultors, que van treballar 9977 mu (613 ha) de terra cultivable, produint 33,7 milions de RMB, provinents de cultius, bestiar i altres bens. L'enfocament local se centra en l'augment de la mecanització i el treball intensiu de la terra disponible.[3] La zona és també coneguda per la seva carn de vedella,[1] a més, produeix gra i cotó.
- La resta de la plantilla es divideix entre la indústria i el sector serveis, en particular el turisme. La indústria va produir 840 milions d'RMB i es va centrar a millorar l'eficiència energètica de les seves pràctiques.[3] El sector dels serveis, que inclou el turisme, va produir menys ingressos que la indústria (790 milions d'RMB), però estava creixent molt ràpidament.

### Turisme
A causa de l'atenció que rebien altres zones de la Xina, Pingyao va passar desapercebuda durant la Revolució Cultural, beneficiant-se així, ja que, en altres ciutats es van enderrocar les muralles i en aquesta ciutat van romandre intactes. A la fi del segle XX es van adonar del potencial que tenia Pingyao i es va pensar que seria una destinació turística perfecta.
En 2015, l'antiga ciutat de Pingyao es va convertir en una atracció turística nacional de classe 5A. Els augments de turisme han pressionat Pingyao. Durant les setmanes daurades de la Xina s'ha arribat a duplicar el nombre de visitants, superant la capacitat màxima prevista. Durant la Setmana Daurada al voltant de l'any nou xinès del març de 2007, la ciutat va guanyar uns 94,5 milions d'RMB procedents de turistes visitants. Des d'aquest moment àlgid del 2007, el govern ha reduït el nombre i la durada de les "Setmanes Daurades" de la Xina, d'aquesta manera es reparteix el turisme nacional de manera més equitativa durant tot l'any. El Fons del Patrimoni Mundial, també ha col·laborat amb el govern popular del comtat de Pingyao, per protegir la ciutat del desenvolupament i els danys derivats de l'elevat volum de visitants. L'objectiu declarat al seu programa, és millorar la preservació de l'arquitectura vernacle local i les arts tradicionals mitjançant una planificació millorada i un major esforç de conservació.

## Patrimoni Mundial
Pingyao va ser inscrita a la Llista del Patrimoni Mundial de la UNESCO l'any 1997. Per ser inclosos a la llista, els llocs han de tenir un valor universal excepcional i complir almenys un de cada deu criteris de selecció. L'antiga ciutat de Pingyao, compleix tres requisits d'àmbit cultural:
- Criteri (ii) - Exhibir un important intercanvi de valors humans, durant un període o dins d'una àrea cultural del món, sobre els desenvolupaments en arquitectura o tecnologia, arts monumentals, urbanisme o disseny de paisatges.

El paisatge urbà de la ciutat de Pingyao reflecteix excel·lentment l'evolució dels estils arquitectònics i l'urbanisme a la Xina imperial al llarg de cinc segles amb aportacions de diferents ètnies i altres parts de la Xina.
- Criteri (iii) - Donar un testimoni únic o almenys excepcional d'una tradició cultural o d'una civilització que viu o que ha desaparegut.

La ciutat va ser un centre financer a la Xina des del segle xix fins a principis del segle xx. Les botigues de negocis i els habitatges tradicionals de la ciutat són testimonies històrics de la prosperitat econòmica en aquest període.
- Criteri (iv) - Ser un exemple destacat d'un tipus d'edifici, conjunt arquitectònic o tecnològic o paisatge que il·lustri (a) etapes significatives de la història de la humanitat.

L'antiga ciutat de Pingyao és un exemple destacat de la ciutat xinesa Han, de les dinasties Ming i Qing (segles XIV-XX), que ha conservat totes les seves característiques en un grau excepcional.

## Galeria d'imatges

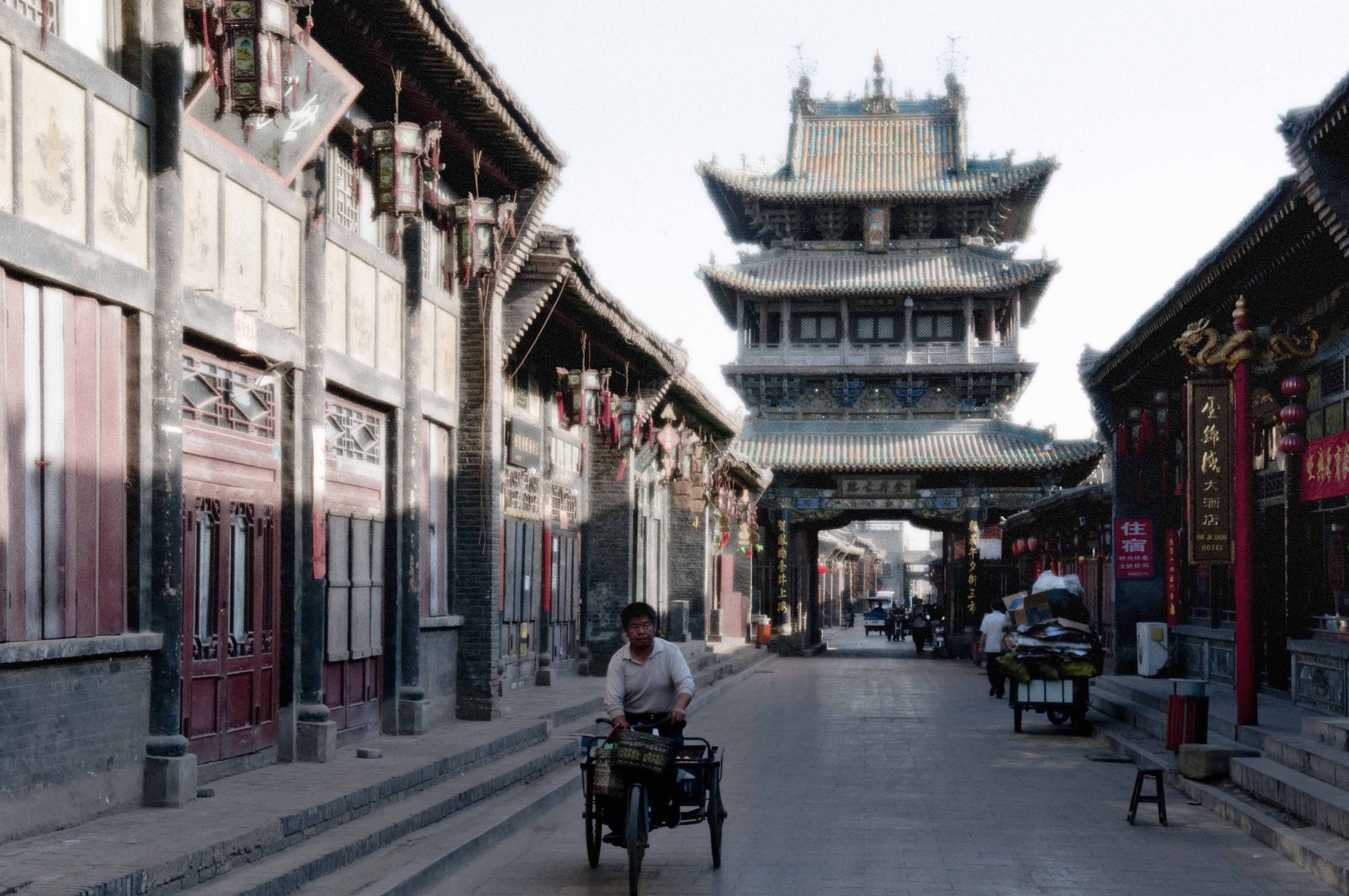
Torre del Mercat, construïda al segle XIV.
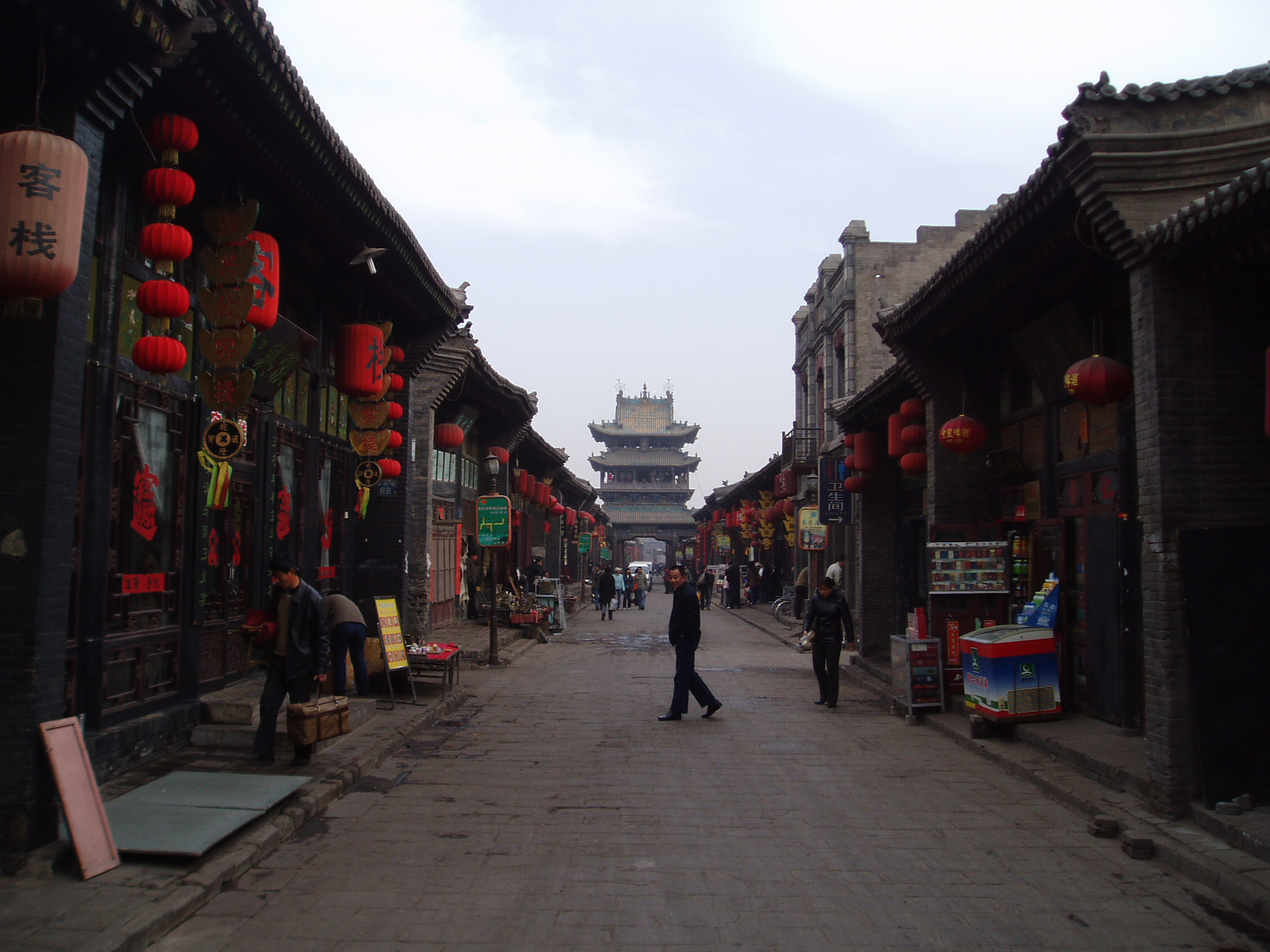
Carrer central del nucli antic, Pingyao.
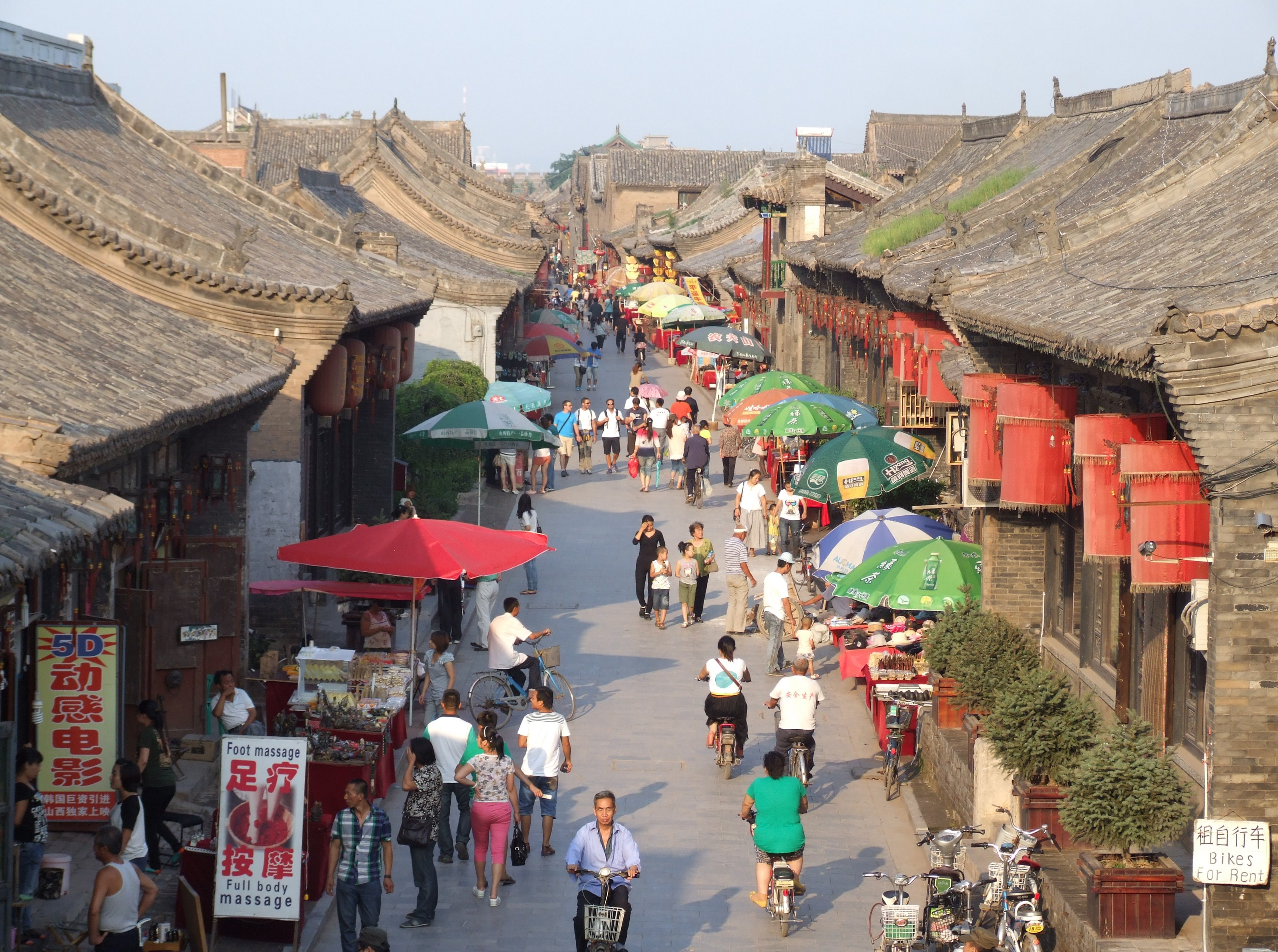
Carrer del nucli antic de la ciutat.
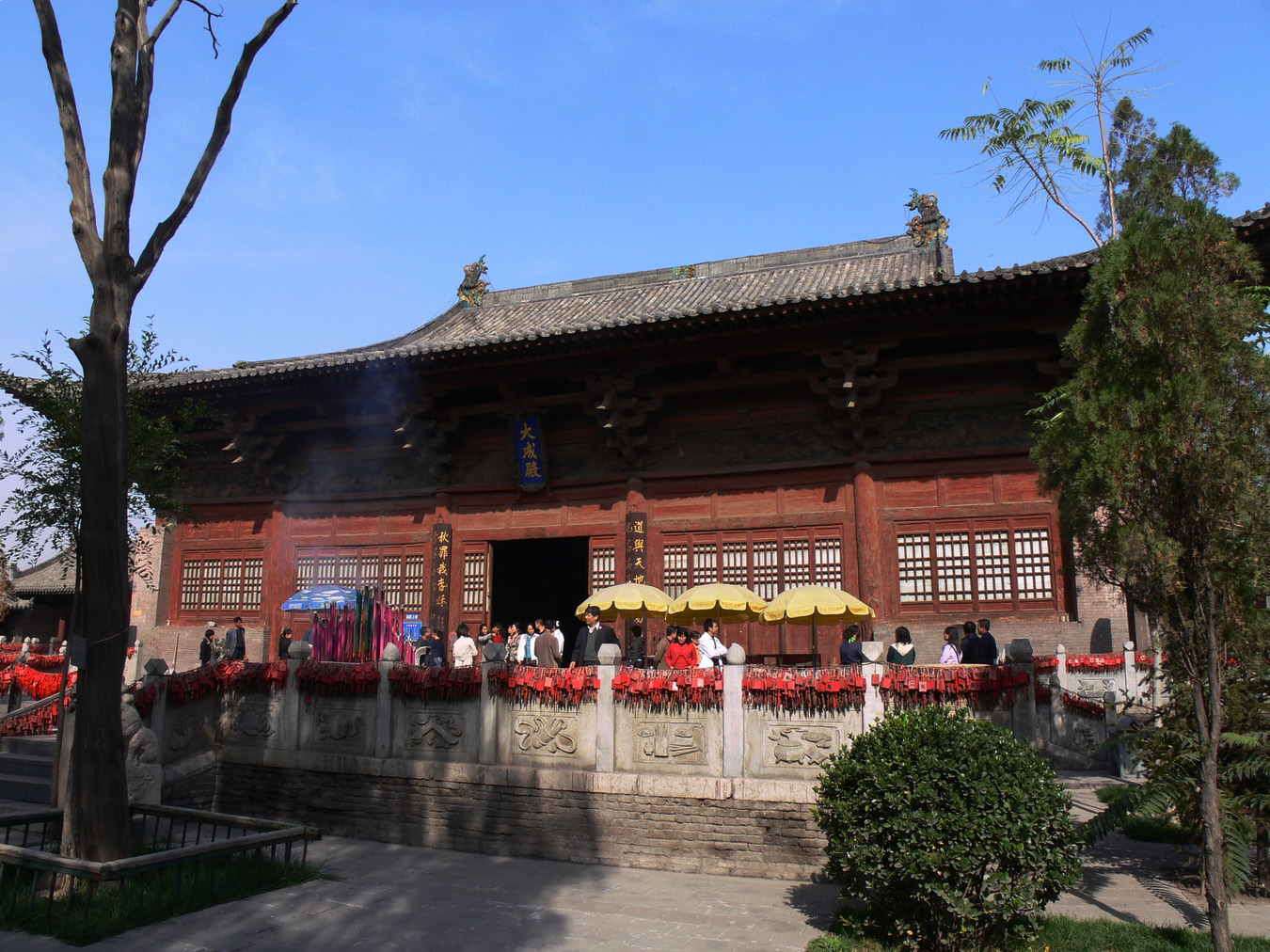
Temple de Confuci, a Pingyao.
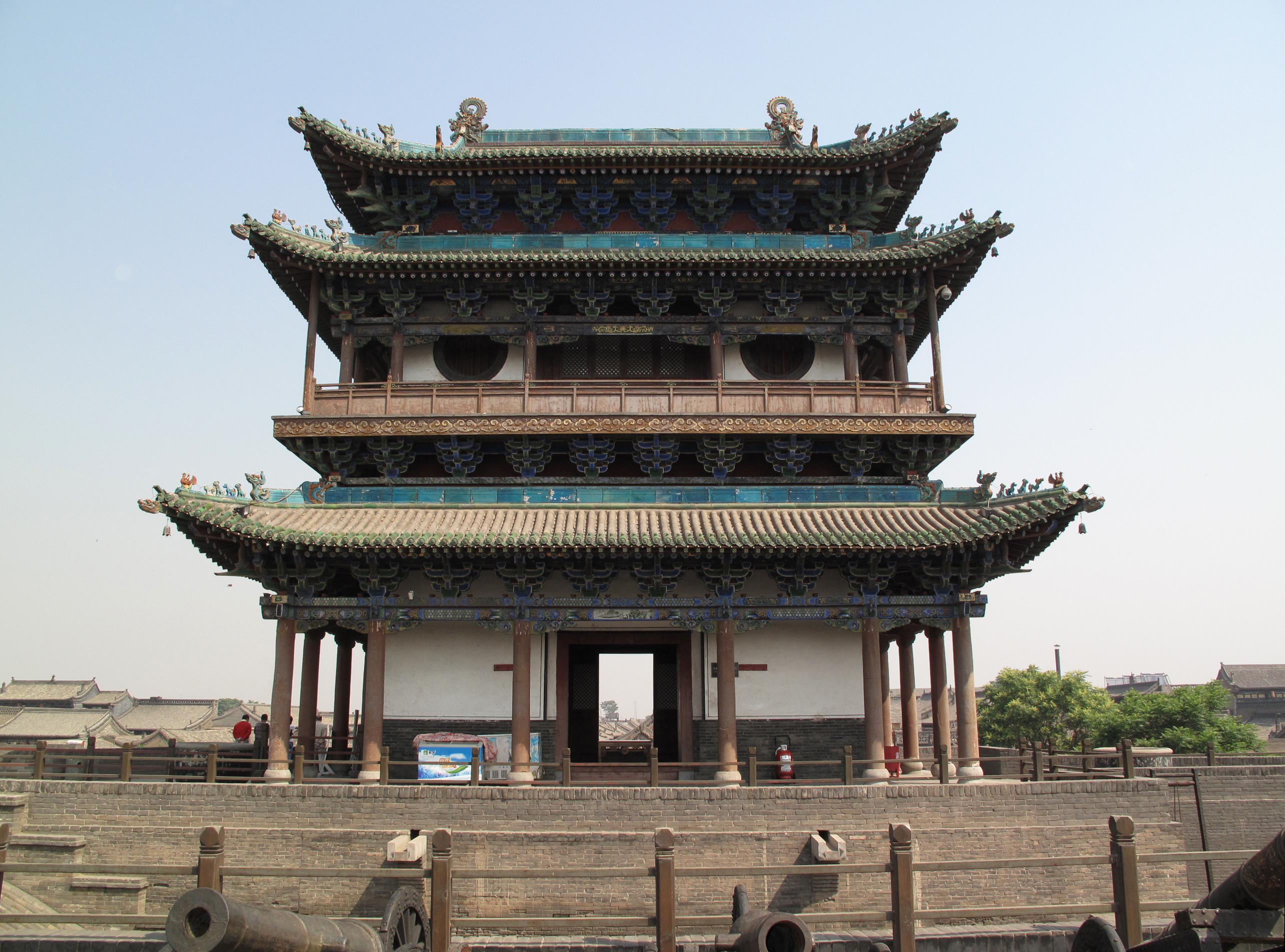
Temple Jinzhong, a Pingyao.
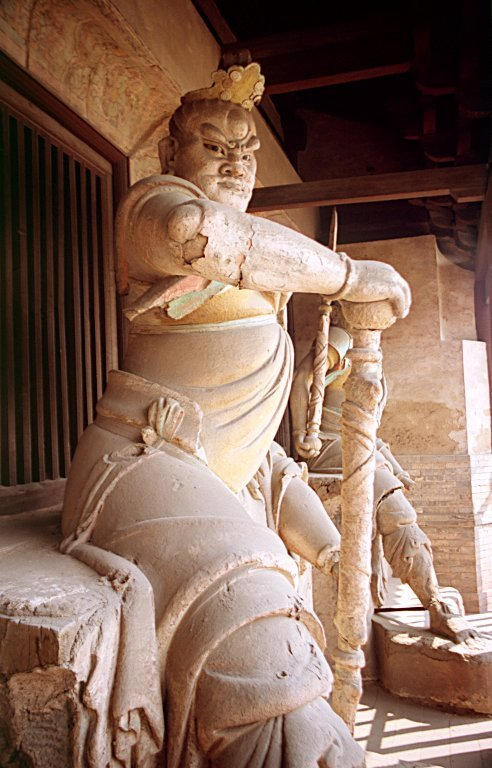
Estàtua del temple Shuanglin, a Pingyao.
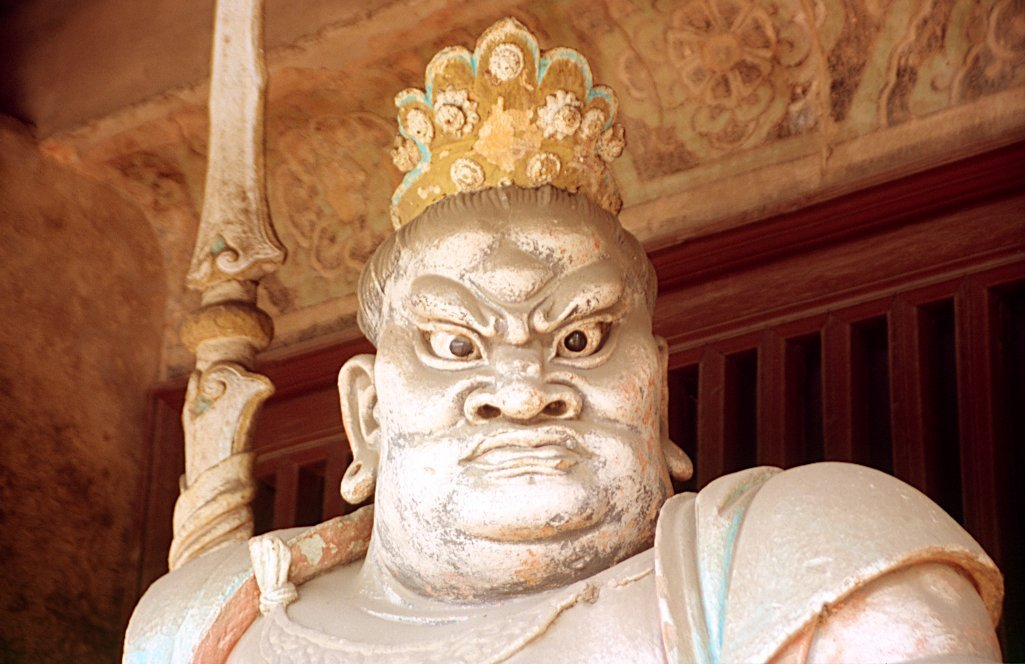
Estàtua del temple Shuanglin, a Pingyao.
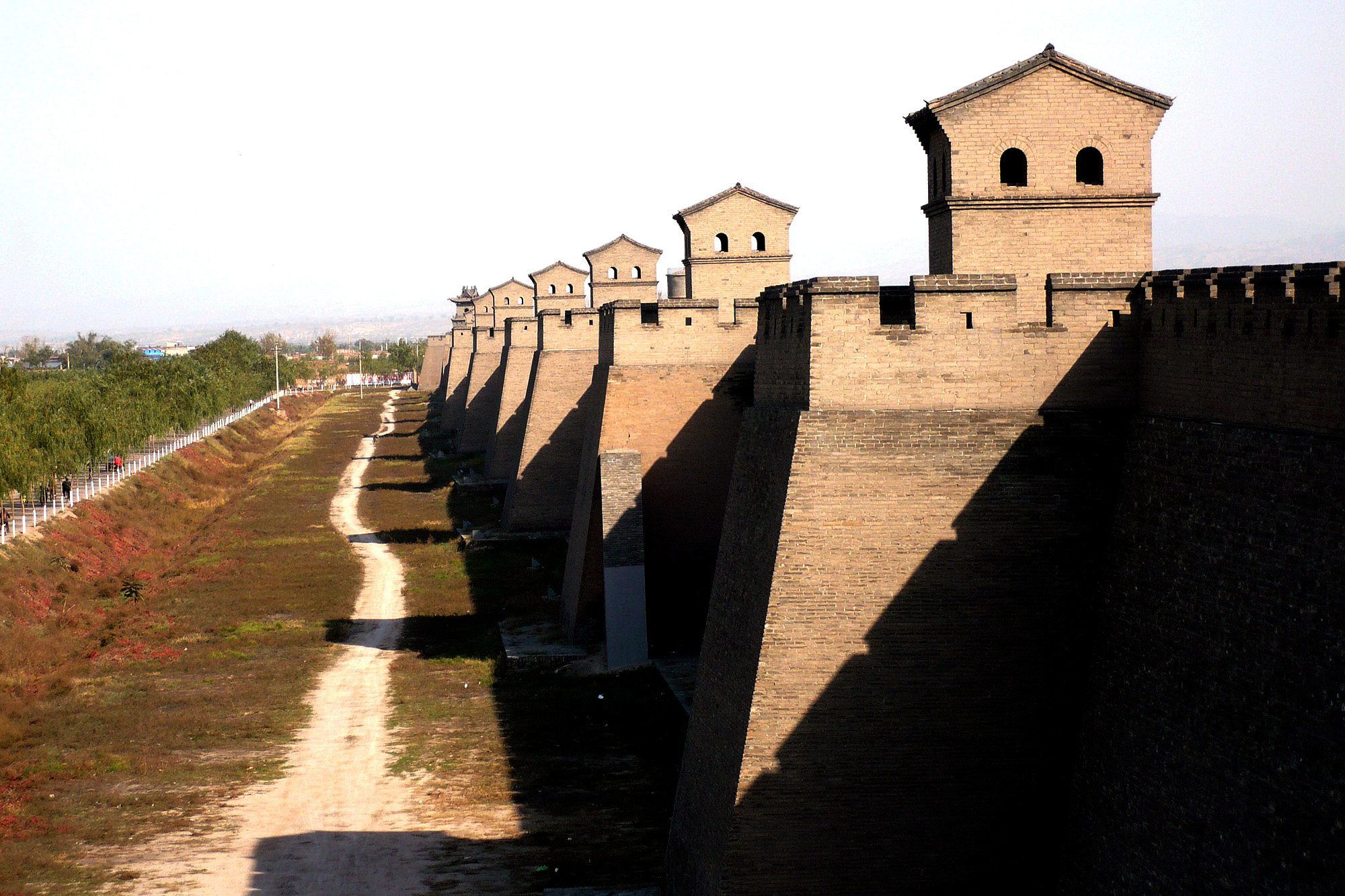
Muralla de Pingyao.
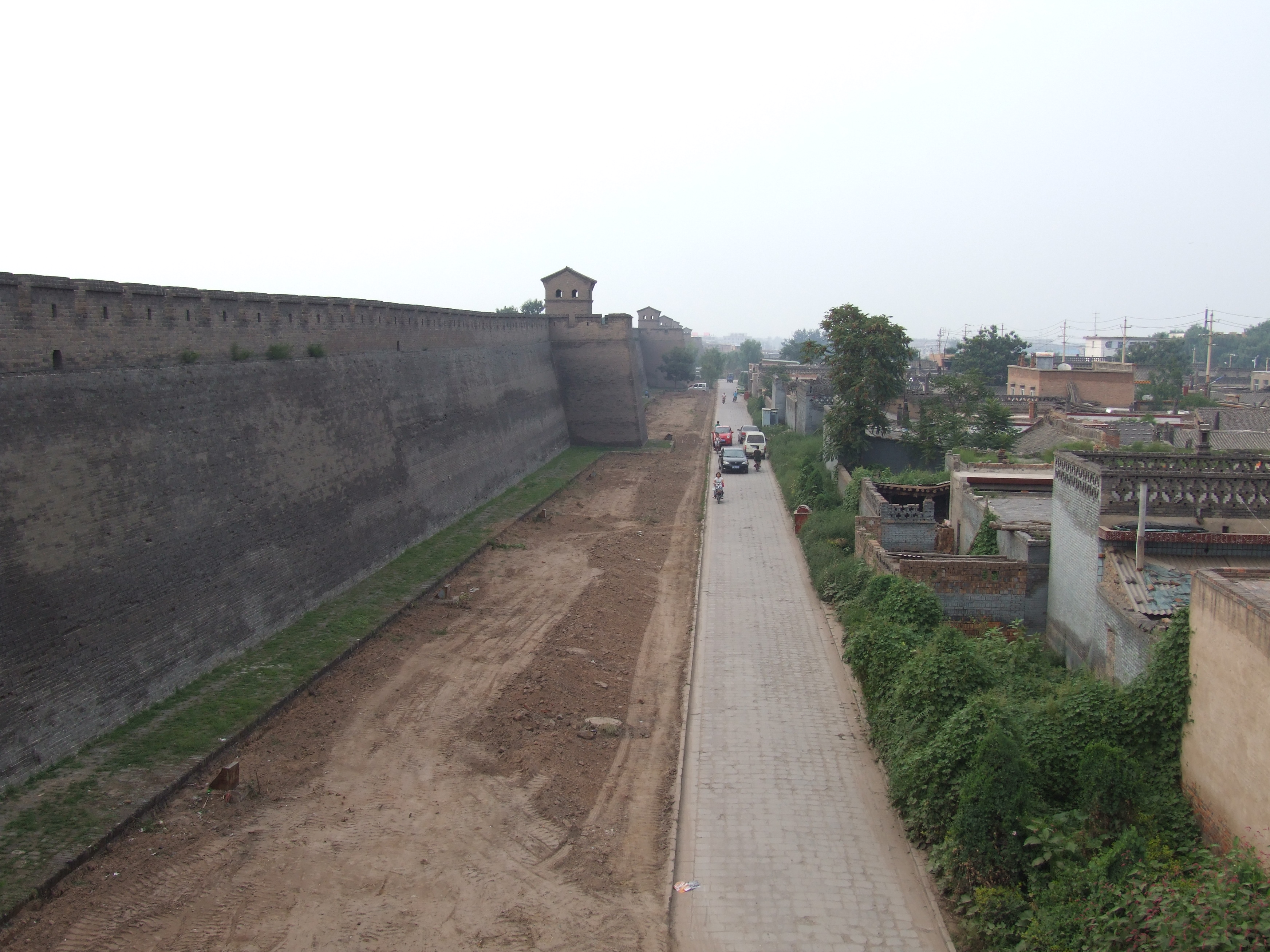
Fossat a l'exterior de la muralla de Pingyao.
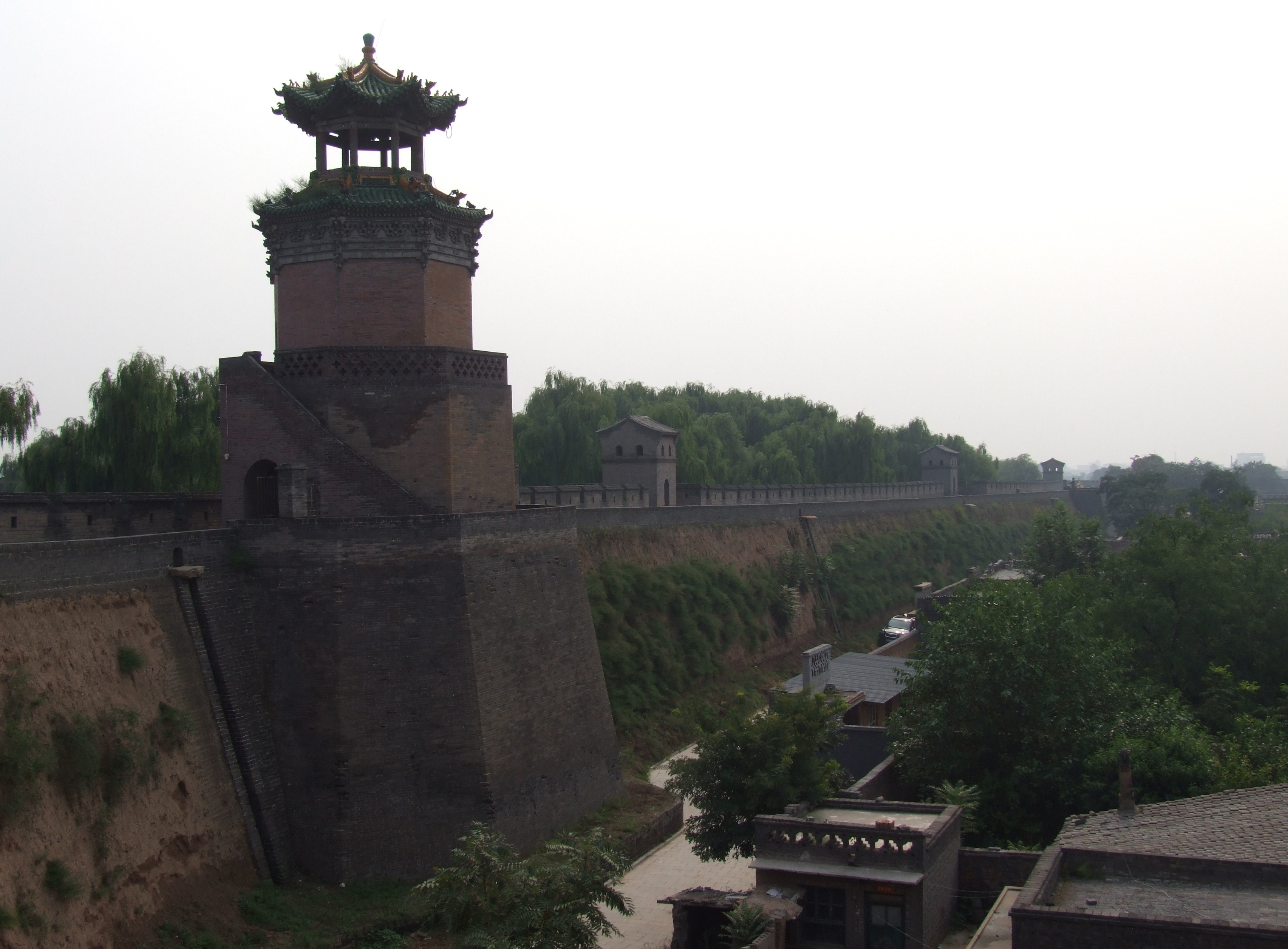
Torre de vigilància ubicada a la muralla de Pingyao.
Porta d'accés a l'interior dels murs.
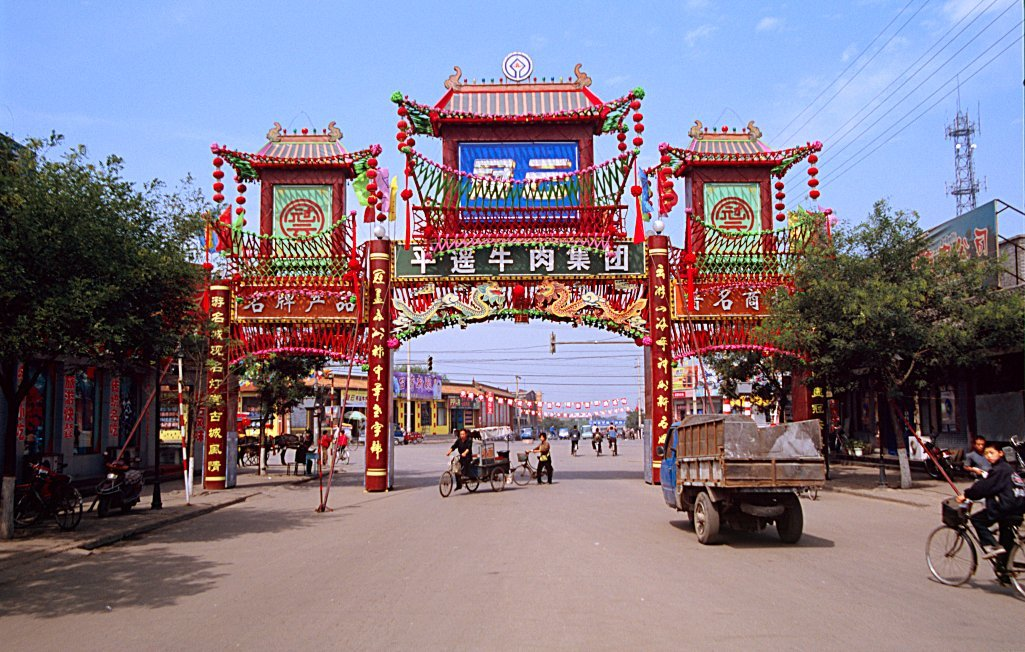
Porta tradicional en la part nova de la ciutat.
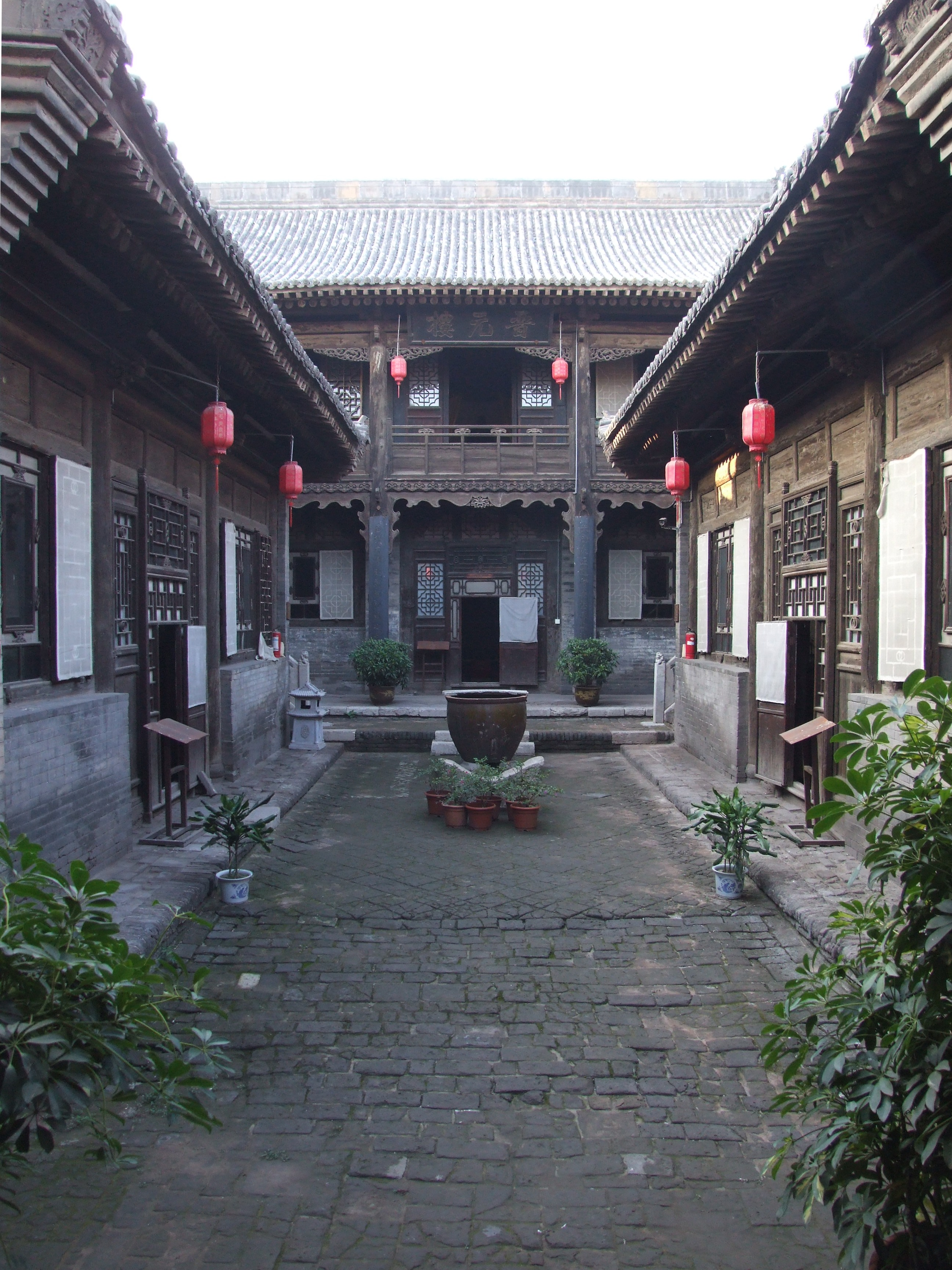
Arquitectura de Pingyao.
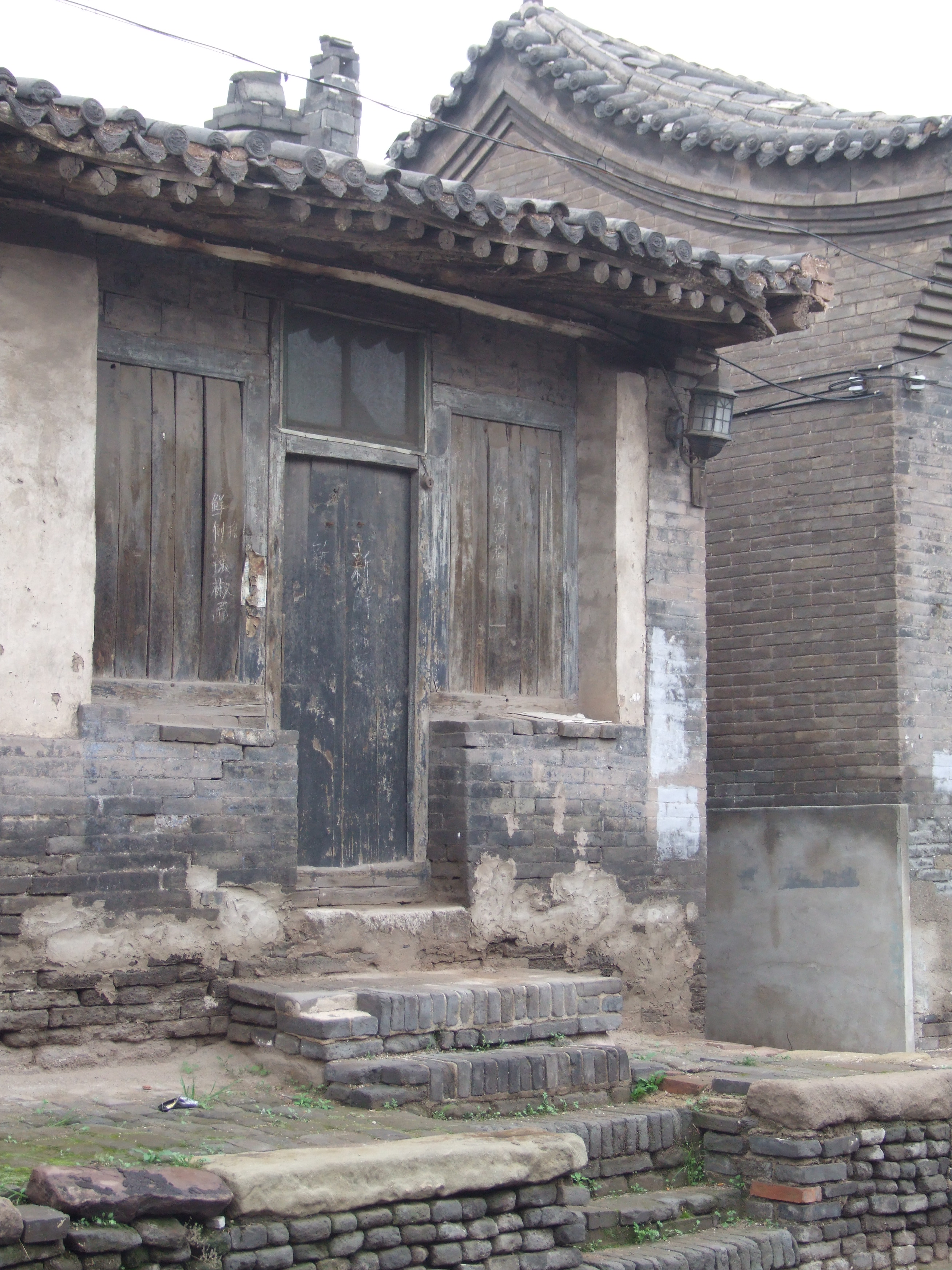
Arquitectura de Pingyao.
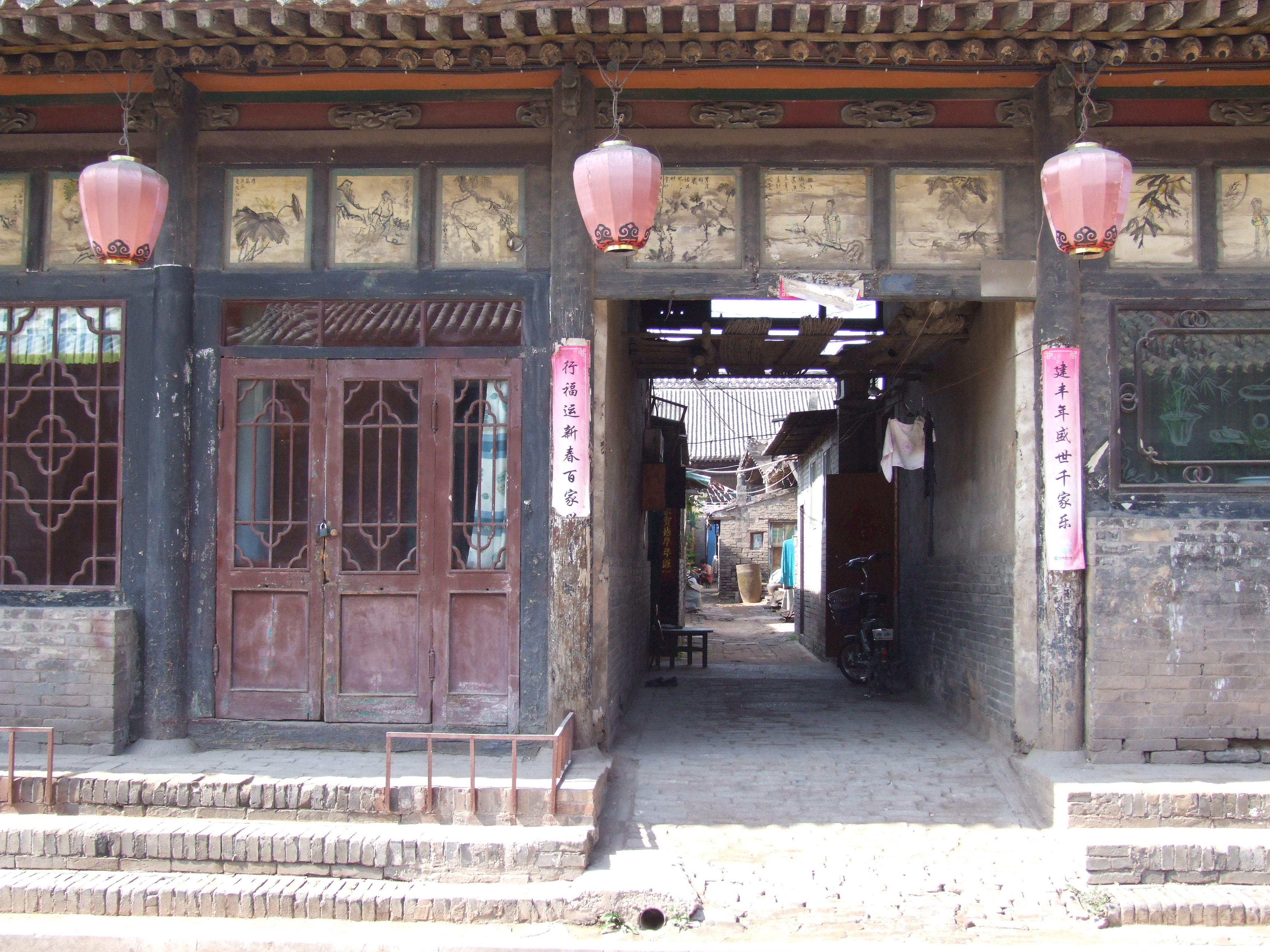
Arquitectura de Pingyao.